# Kirby's Dream Land
Vous lisez un « bon article » labellisé en 2010.
Kirby's Dream Land est un jeu de plates-formes développé par HAL Laboratory et édité par Nintendo sur Game Boy en 1992, le 27 avril au Japon, et à partir du mois d'août de la même année en Occident. Premier épisode de la série Kirby et première apparition du personnage éponyme, il est conçu par Masahiro Sakurai sur une demande de Nintendo qui veut « un jeu qui peut plaire à tout le monde ». Le personnage rond avec de petites ailes est au départ un sprite temporaire, mais l'équipe s'attache à lui et le conserve. Le concept de l'aspiration des ennemis découle de celui du vol, lorsque Kirby avale de l'air pour s'envoler.
Kirby's Dream Land est plutôt bien accueilli lors de sa sortie par la presse spécialisée. Les critiques louent la qualité du jeu et ses aspects novateurs, mais tous relèvent une difficulté de jeu très basse. Il s'est écoulé à plus de 5 millions de copies en 2011. Le jeu est réédité sur le Nintendo eShop de la Nintendo 3DS en 2011. Kirby's Dream Land est également le premier opus d'une série de jeux vidéo qui comporte de nombreux suites et spin-off, comme Kirby's Adventure, sorti sur NES dès 1993, ou ses deux suites directes, Kirby's Dream Land 2 et 3.

## Trame
Kirby's Dream Land se déroule dans le royaume appelée Pays des rêves (Dream Land en anglais, et dans la suite de la série), située sur une planète lointaine nommée Popstar. Le personnage principal est appelé Kirby. C'est un petit être en forme de boule avec des traits de dessin pour représenter son visage,,. Les antagonistes sont le roi Dedede (roi Dadidou dans la suite de la série) et ses sbires. Le jeu compte de nombreux ennemis, comme les Waddle Dee, ou le premier boss, Whispy Woods, en forme d'arbre, qui deviennent des antagonistes emblématiques de la série,.
Le Roi Dadidou et ses sbires descendent de leur montagne pour piller la nourriture de la région paisible et paradisiaque du Pays des rêves et les étoiles scintillantes magiques. Dans le but de mettre fin à la famine qui en résulte, Kirby se lance à la reconquête des biens subtilisés,. Avant d'arriver au mont Dadidou, Kirby doit traverser le Pays des rêves, qui est envahi par des ennemis,,.

## Système de jeu
Kirby's Dream Land est un jeu de plates-formes à défilement horizontal, agrémenté de phases de shoot 'em up,,. Le joueur doit traverser tout le jeu pour récupérer les cinq étoiles scintillantes,. Le jeu est composé de cinq niveaux, les Vertes Prairies, le château Lololo, les îles flottantes, les nuages mousseux, le dernier étant le château du roi Dedede situé sur le mont éponyme,,,,. Les niveaux se déroulent en extérieurs ou sont des successions de salles différentes. Il comporte des warp zones matérialisées par des étoiles et des salles bonus secrètes. Chaque niveau comporte un boss. Kirby doit tous les affronter à nouveau dans le dernier niveau. Chaque victoire contre un de ceux-ci permet à Kirby d'obtenir une étoile scintillante qu'il doit rendre aux habitants de la planète. Certains niveaux comportent des mini-boss à mi-chemin.

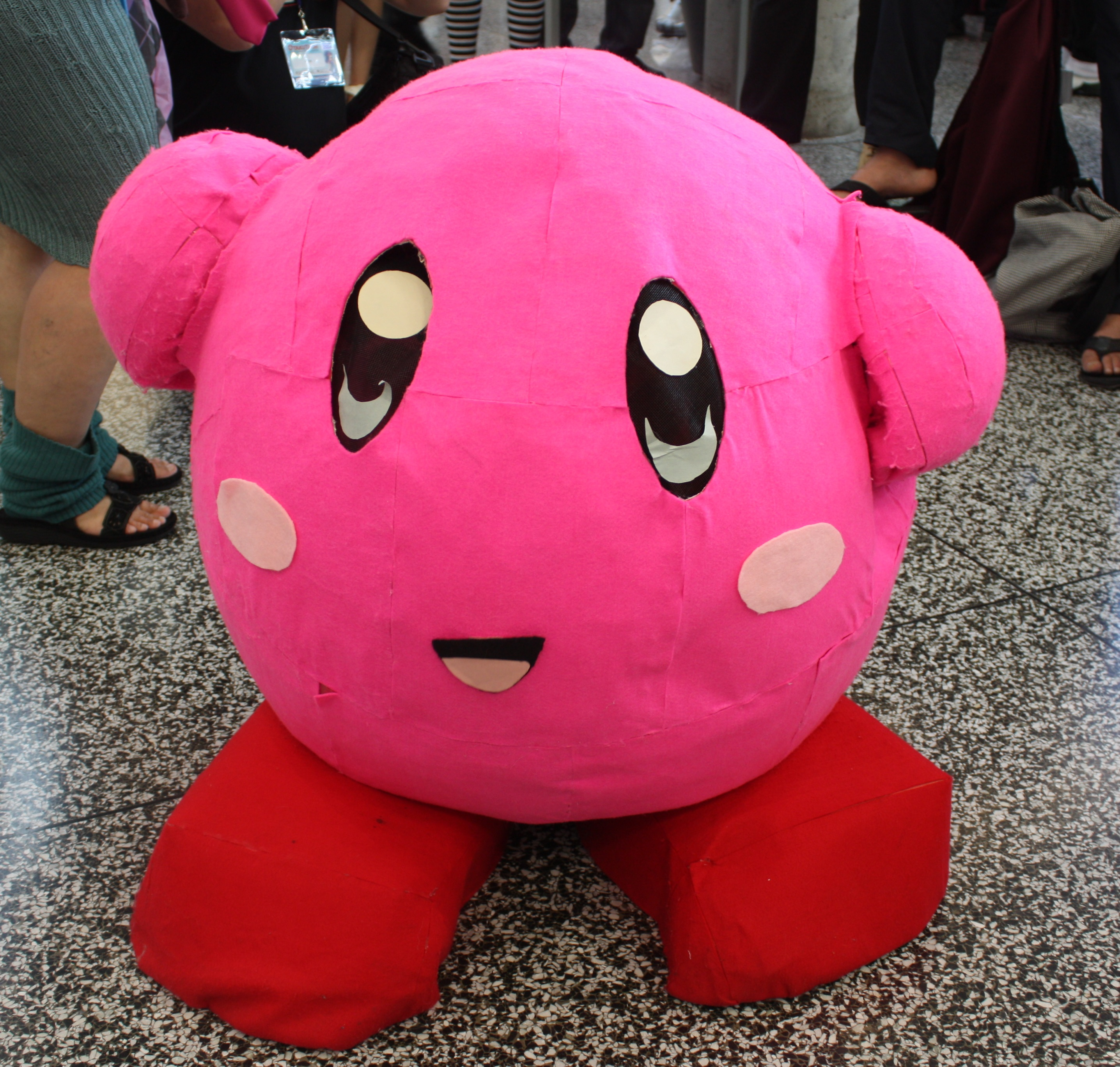
Cosplay de Kirby.

Kirby peut marcher et sauter, et n'est pas armé. Mais il peut avaler des ennemis et des objets, et les lancer pour les utiliser comme armes, et ainsi tuer ses ennemis. Certains ennemis et les boss ne peuvent être aspirés. Le jeu propose cependant toujours des objets à proximité de ces ennemis, pour servir de projectiles. Pour aspirer, le personnage doit être au sol et ne doit pas avoir aspiré d'air. En effet, en avalant de l'air, Kirby grossit de volume et peut s'envoler, et atteindre des objets et des endroits inaccessibles,,. À tout moment, le joueur peut recracher de l'air pour atterrir. Ce dégagement d'air peut blesser des ennemis de base ou détruire des blocs. Kirby peut également tomber sur des ennemis.
Le joueur peut ramasser de nombreux items dispersés à travers les niveaux, ayant divers effets,. Par exemple, si Kirby avale le plat épicé, il peut attaquer ses ennemis avec des flammes sortant de sa bouche,. Un sucre d'orge permet à Kirby d'écraser ses ennemis. Un micro permet à Kirby de chanter et de tuer ses ennemis avec le son,, alors qu'une feuille de menthe lui permet de lancer de nombreuses bulles d'air pour terrasser ses ennemis. Il peut avaler de la nourriture, comme une boisson ou un sac de nourriture, et regagner partiellement ou toute sa vie,. Il peut avaler et recracher des bombes, qui font exploser tout ce qui se trouve à proximité,. Le joueur peut aussi gagner des vies supplémentaires,.
Le jeu n'intègre aucun système de sauvegarde. Lorsque le joueur a fini le jeu, il obtient un code qui lui permet de recommencer en mode difficile, appelé « Extra Game ».
Comme dans la plupart des jeux de plates-formes des années 1980, le joueur peut cumuler des points et obtenir, à certains seuils, des vies supplémentaires. Le jeu ne possédant pas de système de sauvegarde, ces scores ne sont pas enregistrés. À chaque fois que Kirby touche un ennemi, un boss ou un projectile, il perd l'un de ses six points de vie. S'il les perd tous, il perd une vie et recommence au début de la zone parcourue. S'il perd toutes ses vies, le jeu est terminé.

## Développement
Kirby's Dream Land est développé par HAL Laboratory. À cette époque, l'entreprise subit de grosses perturbations puisqu'elle est au bord de la faillite. Il est réalisé et conçu par Masahiro Sakurai, qui officie également en tant qu'artiste. Satoru Iwata est l'un des programmeurs. La musique du jeu est composée par Jun Ishikawa,.
Le jeu débute sous la forme d'une demande de la part de Nintendo, qui désire « un jeu qui peut plaire à tout le monde ». C'est cette idée que Sakurai garde à l'esprit pour créer un « mignon personnage principal que tout le monde aimerait ». Celui présente le projet du jeu qui deviendra Kirby's Dream Land et est embauché alors que le projet est lancé. Le prototype est créé par Sakurai, sans utiliser de clavier pour la programmation du prototype. il a codé le jeu sur un kit de développement Twin Famicon sans support clavier, avec une trackball en sélectionnant un à un les caractères. Les difficultés de programmation ont cependant permis de rationaliser le traitement des données du jeu et ainsi d'obtenir des animations très fluides.
Le sprite de Kirby de forme ronde est un élément temporaire destiné à permettre de facilement le dessiner tant que le personnage n'est pas finalisé. Cependant, Sakurai et l'équipe décident de conserver cet aspect puisque celui-ci leur plaît de plus en plus. L'idée de la forme circulaire simple est également conservée car l'équipe estime que les gens aiment pouvoir dessiner les personnages qu'ils apprécient. À l'origine, Sakurai l'imagine en rose, mais l'écran monochrome de la Game Boy ne fait pas apparaitre ce détail. De plus, Sakurai ne le mentionne pas. Il est alors surpris quand il découvre que l'illustration de la boîte américaine le représente en blanc,. Shigeru Miyamoto (l'un des producteurs de la suite du jeu) apprécie le rose, bien qu'il l'imagine jaune au départ. Au départ, Kirby est appelé « Twinkle Popopo », mais Nintendo demande de changer le nom. Puisque l'équipe veut que le jeu fonctionne aux États-Unis, elle demande à Nintendo of America, qui envoie une liste de plusieurs noms comme « Gasper », et « Kirby » qui retient l'attention de Sakurai. Certaines rumeurs indiquent que le nom Kirby est issu de l'entreprise Kirby Company (en) qui commercialise des aspirateurs, une qualité dominante chez Kirby. D'autres prétendent que c'est un hommage à l'avocat d'affaires John Kirby de Nintendo of America, avocat qui a permis de gagner le procès entre Universal City Studio et Nintendo au sujet de Donkey Kong et King Kong.
L'idée de l'aspiration des ennemis naît de l'envie de réaliser des contrôles simples. Sakurai imagine au départ pouvoir jouer avec l'ennemi comme il est possible de le faire avec un ballon, le diriger et donner un coup de pied dedans. Iwata dévoile que l'équipe a de nombreuses idées. Mais celle qui subsiste est celle de voler. Elle imagine le personnage se gonfler d'air, grossir et s'envoler. De la même manière l'aspiration des ennemis découle également du vol. L'idée du vol est proposée par Sakurai, car il n'aime pas lorsqu'un personnage de jeu vidéo tombe dans un trou et meurt,.
Le niveau de difficulté très bas est un choix de l'équipe, puisque le but est de permettre aux plus jeunes enfants de terminer le jeu.

## Commercialisation
Kirby's Dream Land est commercialisé sur Game Boy le 27 avril 1992 au Japon sous le titre 星のカービィ (Hoshi no Kābī), puis le 1er août 1992 en Amérique du Nord et en Europe. Il sort le 5 novembre 1992 en France.
Le jeu est réédité sur le Nintendo eShop de la Nintendo 3DS le 7 juin 2011 au Japon, puis le 30 juin en Europe et en Amérique du Nord.

## Accueil

### Critiques de la version originale
Kirby's Dream Land est bien accueilli lors de sa sortie par la presse spécialisée. Les critiques louent la qualité du jeu et ses aspects novateurs, mais tous relèvent une difficulté de jeu très basse. Le jeu obtient une moyenne de notes de 62,22 % en février 2019 sur GameRankings sur la base de 9 critiques.
Consoles + estime que la simplicité du gameplay « fonctionne parfaitement ». Les mondes sont jugés « assez vastes pour tenir un certain temps [le joueur] en haleine » et les salles secrètes « nombreuses ». Les graphismes sont qualifiés de soignés et les personnages « rendent parfaitement » l'univers onirique du jeu. Le magazine relève un seul point négatif, sa « trop grande facilité », mais qui « n'empêche pas le jeu d'être intéressant et de mériter une note élevée ». Nintendo Power relève une grande variété de mécanismes de jeu. GamePro qualifie Kirby d'« irrésistiblement mignon » et les graphismes de détaillés. Le magazine qualifie le concept de « rafraîchissant ». Joypad décèle « un jeu de plates-formes délirant, plein d'ennemis et d'originalité », avec un système de combat original et amusant. Le site relève cependant la facilité déconcertante avec laquelle il est possible de terminer le jeu. Player One loue la qualité des graphismes sur l'écran monochrome de la Game Boy. Pour Banzzaï, le jeu comporte de « bon graphismes, une idée originale et une animation délirante », mais sa difficulté reste très peu élevée. Super Power juge le gameplay novateur et estime que le jeu tient la dragée haute à un jeu comme Super Mario Land 2: 6 Golden Coins sorti au même moment en Occident. Joystick qualifie le jeu de « perle » du genre plates-formes, même si lui aussi note la difficulté de jeu assez basse. Selon le magazine, l'animation, les graphismes et les musiques sont « mignons » et « attachants ». Consoles + et GamePro considèrent que la bande-son soutient convenablement l'action.
Lors de plusieurs rétrospectives, Kirby's Dream Land est testé par la presse spécialisée, qui relève également un jeu de qualité, mais à la difficulté très basse,,,,.

### Critiques de la version Nintendo 3DS
La réédition sur Nintendo 3DS est plutôt bien accueillie par la presse spécialisée qui relève sa simplicité, malgré les améliorations apportées depuis dans la série. IGN juge le jeu très court, « seulement cinq niveaux », et note cependant que Kirby ne possède pas certaines capacités devenues marque de fabrique du personnage, comme notamment la copie du pouvoir d'un ennemi, qui apparaît dès le jeu suivant, Kirby's Adventure. Nintendo Life relève ces aspects tout en précisant le niveau de difficulté peu élevé du jeu, qui est qualifié de « promenade ».

### Ventes
Le 28 mai 1995, Kirby's Dream Land totalise 1,3 million de copies écoulées et représente la quatrième meilleure vente de jeu Game Boy. Gamasutra en mai 2010 et Jeuxvideo.com en avril 2011 annoncent plus de 5 millions de ventes et précisent que le jeu est la meilleure vente de l'entreprise HAL Laboratory dans les années 1990,.

## Postérité
Kirby's Dream Land est le premier opus d'une série de jeux vidéo qui comporte de nombreux suites et spin-off,. Si Kirby n'est pas une franchise de premier plan au même titre que Mario, Zelda, Metroid, elle reste une valeur importante pour Nintendo. Le magazine Retro Gamer s'interroge sur ces différences de notoriété, en soulignant qu'elles peuvent être provoquées par la simplicité du jeu comme de ses suites, son apparition sur la Game Boy plutôt que sur NES ou Super Nintendo, sa bande-son, ou ses nombreux jeux annulés. Selon GameSpy, le jeu a contribué à amener un autre aspect au genre du jeu de plates-formes. Dans son ouvrage Writing for Video Game Genres: From FPS to RPG, Wendy Despain se sert de Kirby's Dream Land pour illustrer que les scénarios des premiers jeux de plates-formes suivent tous le même schéma, c'est-à-dire un personnage principal qui doit atteindre le méchant pour réparer une erreur. Le site IGN place Kirby's Dream Land dans sa liste de jeux qu'il aimerait retrouver sur Nintendo DSi.
Le jeu connaît donc d'innombrables suites, comme Kirby's Adventure, sorti sur NES dès 1993,, et deux suites directes, Kirby's Dream Land 2 et 3,. La série fait également l'objet de plusieurs spin-offs, comme le jeu de course Kirby Air Ride ou le jeu de flipper Kirby's Pinball Land,,. Kirby's Dream Land est par ailleurs inclus dans la compilation Kirby's Fun Pak, sous forme de remake simplifié et appelé « Brise de printemps », avec des graphismes et un gameplay revus. Par exemple, Kirby a désormais la possibilité d'imiter les pouvoirs de ses ennemis. En outre, cette compilation fait l'objet d'un remake, sorti sur Nintendo DS en 2008 sous le titre Kirby Super Star Ultra. La série obtient assez de succès pour connaître une adaptation en série télévisée d'animation.
Dans Super Smash Bros., Super Smash Bros. Melee et Super Smash Bros. Ultimate, un des stages disponibles, appelé « Dream Land », comporte des éléments tirés du jeu Kirby's Dream Land.

### Interviews
1. 1 2 3 4 5 6 7 8 9 10 11 12 13 14 15  (ja) « Interview des développeurs », Kirby's Aventure Strategy Guide,‎ 1993.
2. 1 2  (ja) 株式会社インプレス, « 「星のカービィ25周年記念オーケストラコンサート」東京公演が開催 初代「星のカービィ」はツインファミコンで開発された！ 桜井政博氏が開発秘話も披露 », sur Game Watch,‎ 17 avril 2017.
3. ↑  (ja) « 桜井政博氏が語る、初代『星のカービィ』開発秘話。当時の企画書に、あのゲームの原点があった？ », sur Famitsu,‎ 17 mai 2107, p. 1-2.

### Ressources secondaires
1. ↑  « Kirby's Dream Land », sur Gamekult.
2. 1 2 3 4  lilico08, « Le premier titre : Kirby's Dream Land - Dossier : La Série Kirby », sur Jeuxvideo.com, 29 avril 2011.
3. 1 2 3 4 5 6 7 8 9 10 11  (en) « The Complete History of Kirby », Retro Gamer, no 109,‎ novembre 2012, p. 80-85.
4. 1 2 3 4 5 6 7 8 9 10  « Kirby's Dream Land », Nintendo Player, no 9,‎ mars-avril 1993, p. 136-137.
5. 1 2 3 4  « Kirby's Dream Land », Joystick, no 33,‎ décembre 1992, p. 162.
6. ↑  lilico08, « Les ennemis de Kirby : Le roi Dadidou, ennemi ou allié ? - Dossier : La Série Kirby », sur Jeuxvideo.com, 29 avril 2011.
7. 1 2 3  (en) « Kirby's Dream Land », Nintendo Power, no 39,‎ août 1992, p. 46-53.
8. 1 2 3 4 5 6 7 8 9 10 11 12 13  « Kirby's Dream Land », Joypad, no 14,‎ novembre 1992, p. 155.
9. 1 2 3 4 5 6 7 8 9 10 11 12  « Kirby's Dream Land », Player One, no 27,‎ janvier 1993, p. 72-75.
10. 1 2 3 4 5 6 7 8 9 10 11 12 13 14 15  (en) « Kirby's Dream Land », GamePro, no 41,‎ décembre 1992, p. 172.
11. 1 2 3  « Kirby », Banzzaï, no 8,‎ mars 1993, p. 35.
12. 1 2 3 4 5 6 7 8 9  « Kirby's Dream Land », Consoles +, no 17,‎ février 1993, p. 130-131.
13. 1 2 3  « Kirby's Dream Land », Super Power, no 5,‎ janvier 1993, p. 142.
14. 1 2 3  (en) « Kirby's Dream Land », sur Electric Playground, 6 novembre 1996 (version du 25 janvier 1997 sur Internet Archive).
15. 1 2  (en) « Welcome to Kirby's Rainbow Resort! - Creation » (version du 26 janvier 2008 sur Internet Archive).
16. ↑  lilico08, « La musique - Dossier : La Série Kirby », sur Jeuxvideo.com, 29 avril 2011.
17. ↑  (en) Brett Elston, « Game music of the day: Kirby's Dream Land », sur GamesRadar+, 22 juin 2010.
18. ↑  « Masahiro Sakurai et la programmation de Kirby », Canard PC, no 360,‎ 15 mai 2017, p. 10.
19. 1 2  (en) IGN Nintendo Team, « Kirby Compared », sur IGN, 26 septembre 2008.
20. ↑  (en) « Kirby's Dream Land », sur IGN.
21. ↑  « E3 2016 - E3 2011> eShop 3DS, les premiers jeux datés », sur Gamekult, 7 juin 2011.
22. ↑  « Kirby's Dream Land fait un tour sur 3DS », sur Jeuxvideo.com, 27 juin 2011.
23. ↑  (en) Brendan Sinclair et Eddie Makuch, « Nintendo Store Update: Final Fantasy III », sur GameSpot, 30 juin 2011.
24. ↑  (ja) « 星のカービィ », Famitsu, no 178,‎ 1992 (lire en ligne).
25. 1 2  (en) « Super Power Club: The Year in Review - Game Boy », Nintendo Power, no 44,‎ janvier 1993, p. 8.
26. ↑  (es) « Kirby's Dream Land », Hobby Consolas, no 14,‎ novembre 1992, p. 124-125.
27. ↑  (it) « Kirby's Dreamland », Computer + Videogiochi, no 23,‎ février 1993, p. 68.
28. ↑  (de) « Kirby's Dream Land », Power Play,‎ décembre 1992.
29. ↑  (de) « Kirby's Dream-Land », Video Games,‎ novembre 1992, p. 119.
30. ↑  (de) « Gut geschlürft, Kirby! », ASM,‎ août 1993.
31. ↑  (en) « Kirby's Dream Land for Game Boy », sur GameRankings, février 2019.
32. 1 2 3  (en) Nadia Oxford, « Complete History of Kirby », sur 1UP.com, 23 septembre 2008 (version du 25 juin 2012 sur Internet Archive).
33. 1 2  (en) Gerald Villoria, Brian Altano et Ryan Scott, « Game Boy 20th Anniversary Celebration, Day 1: Then and Now », sur GameSpy, 29 juillet 2009.
34. 1 2  (en) Lucas M. Thomas et Craig Harris, « The DSi Virtual Console Wishlist », sur IGN, 17 août 2009.
35. ↑  (en) Lucas M. Thomas, « Kirby's Dream Land Review », sur IGN, 30 juin 2011.
36. ↑  (en) Jon Wahlgren, « Kirby's Dream Land Review (3DS eShop / GB) », sur Nintendo Life, 1er juillet 2011.
37. ↑  (en) Torrie Tiernan, « Personal Technology Tech for Kids: The World of Cyberspace - What is cyberspace? », The Atlanta Journal-Constitution,‎ 28 mai 1995.
38. ↑  (en) Osamu Inoue, « Iwata and Miyamoto: Business Ascetics - An Excerpt from Nintendo Magic », sur Gamasutra, 14 mai 2010.
39. 1 2  (en) Travis Fahs, « IGN Presents the History of Game Boy - Page 3 », sur IGN, 27 juillet 2009.
40. ↑  (en) Wendy Despain, Writing for Video Game Genres : From FPS to RPG, Taylor & Francis, 2009, 288 p. (ISBN 9781568814179, lire en ligne).
41. ↑  « Kirby's Adventure », Player One, no 35,‎ octobre 1993, p. 118–119.
42. ↑  « Kirby's Dream Land 2 », Consoles +, no 51,‎ février 1996, p. 158.
43. ↑  (en) Lucas M. Thomas, « Kirby's Dream Land 3 Review », sur IGN, 5 janvier 2009.
44. ↑  (en) Steve Averett, « Kirby's Pinball Land », sur IGN, 15 juin 1999.
45. ↑  (en) Matt Casamassina, « Kirby Air Ride », sur IGN, 13 octobre 2003.
46. ↑  (en) « Kirby Superstar: Return of the Touch Puff », sur Game Informer, Octobre 1996 (version du 20 novembre 1997 sur Internet Archive).
47. ↑  (en) Matt Helgeson, « Kirby: Super Star Ultra - Respectable Platforming with Nintendo's Pink Puff », sur Game Informer, 22 septembre 2009.
48. ↑  (en) « Super Smash Bros. Melee Walkthrough & Strategy Guide », sur GameSpy, 20 janvier 2002.